# Lachnocnema jacksoni
Lachnocnema jacksoni är en fjärilsart som beskrevs av Henry Stempffer 1967. Lachnocnema jacksoni ingår i släktet Lachnocnema och familjen juvelvingar. Inga underarter finns listade i Catalogue of Life.